# Zijlsterrijd
De Zijlsterrijd (Fries en officieel: Sylster Ryd, ook wel Zijlsterried) is een kanaal tussen Kollum en het Dokkumergrootdiep in de Friese gemeente Noardeast-Fryslân.

## Geschiedenis
De Zijlsterrijd ontstond in het begin van de 16e eeuw als gevolg van het vergraven van de Dwarsried, een bochtige, oude wadkreek ten noorden van Kollum. Via de nieuw gegraven Zijlsterrijd kreeg Kollum een vaarverbinding met het Dokkumergrootdiep en daarmee met de zee. In Kollum is de middeleeuwse structuur nog herkenbaar aan de kruising van de Zijlsterrijd met de Voorstraat, een deel van een oude zeedijk. Oorspronkelijk had het kanaal een meer westelijke loop. Zo werden ten zuidoosten van de Maartenskerk restanten van een kademuur en een sluis gevonden.
Vermoedelijk werd eveneens in de 16e eeuw de Zijlsterrijd in zuidelijke richting verlengd zodat het verbonden werd met het tracé Kollum-Gerkesklooster van de Stroobossertrekvaart. Het deel van de Voorstraat tot aan de Stroobossertrekvaart is ruim een kilometer lang en wordt ook Kollumertrekvaart genoemd. Waarschijnlijk heeft de Zijlsterrijd bijgedragen aan de ontwikkeling van Kollum. Het dorp ontwikkelde zich tussen de 16e en 18e eeuw tot een handelsplaats van belang en kreeg zodoende stedelijke kenmerken.
De Zijlsterrijd sloot eertijds ter plaatse van Kollumeroudzijl aan op het Dokkumergrootdiep. In de jaren 70 werd hier de Lauwersmeerweg aangelegd. Hierbij werd de doorgang bij Kollumeroudzijl opgeheven doordat een dam in de Zijlsterrijd gelegd werd. Een paar honderd meter ten westen van Kollumeroudzijl werd een nieuw stuk kanaal gegraven, met in eerste instantie een vaste brug in de Lauwersmeerweg. In 2007 zou deze brug vervangen worden door een beweegbare brug in het kader van het Friese Merenproject. Hierbij werd ook de Zijlsterrijd uitgediept. In 1995 werd ten oosten van Kollum het Kollumer Kanaal parallel aan de Zijlsterrijd en de Kollumer Trekvaart aangelegd, om doorgaand scheepvaart mogelijk te maken wat daarvoor beperkt werd door de lage doorvaarthoogte van de bruggen in het dorp.

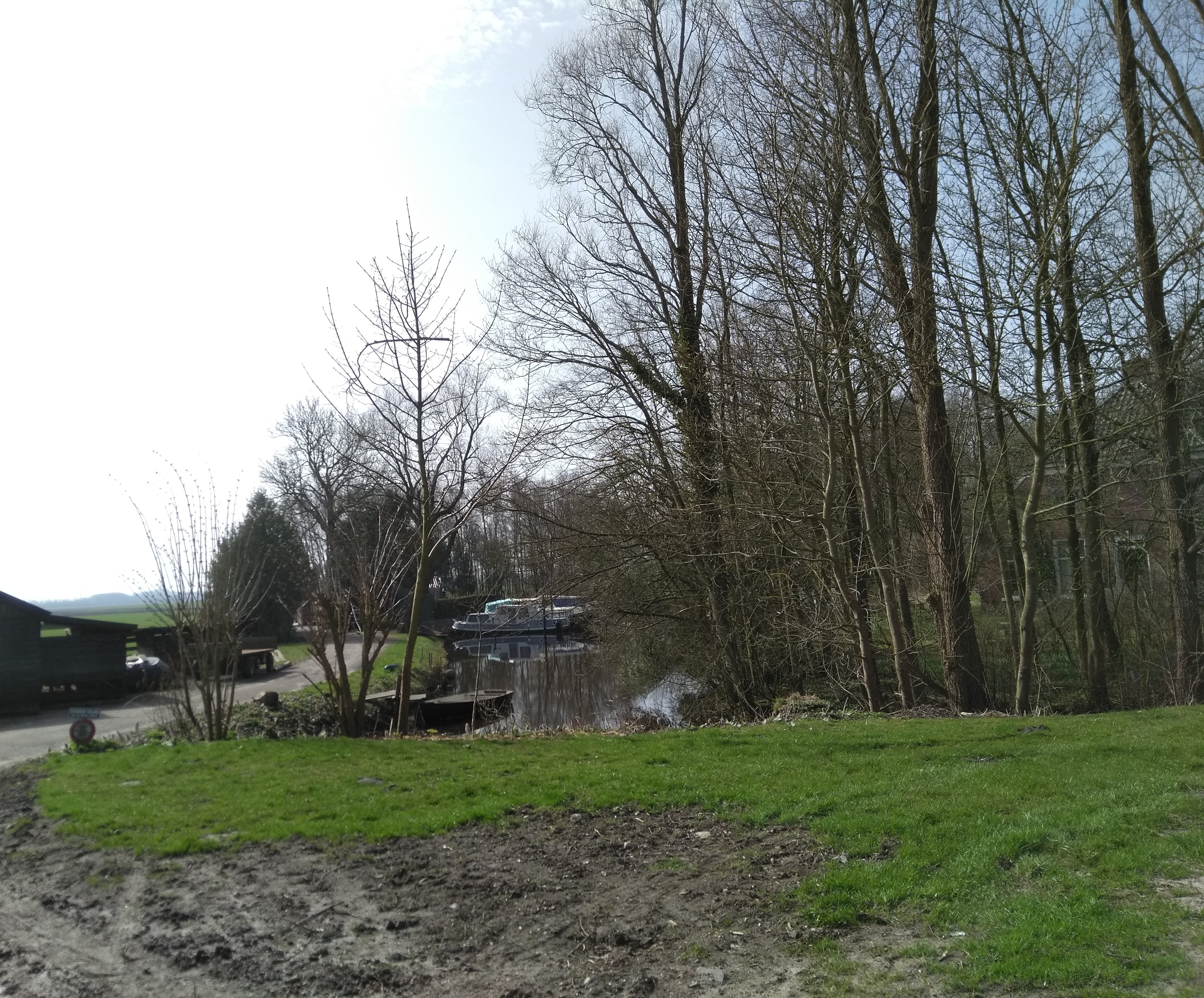
Restant van het afgedamde tracé van de Zijlsterrijd aan de zuidzijde van de Lauwersmeerweg.
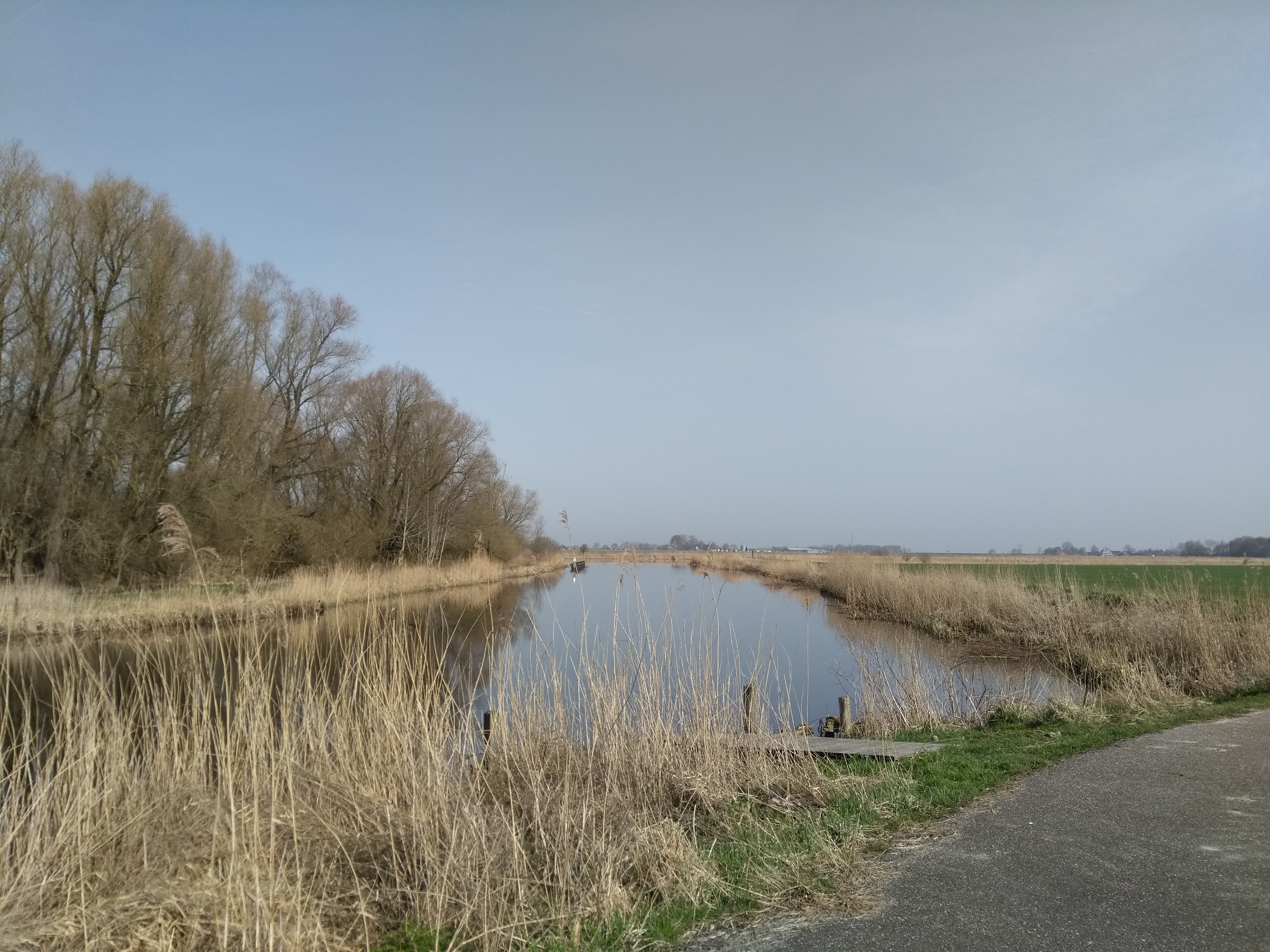
Restant van het afgedamde tracé aan de noordzijde.